# Kuchenheim
Kuchenheim is een plaats in de Duitse gemeente Euskirchen, deelstaat Noordrijn-Westfalen, en telt 3150 inwoners (2006).

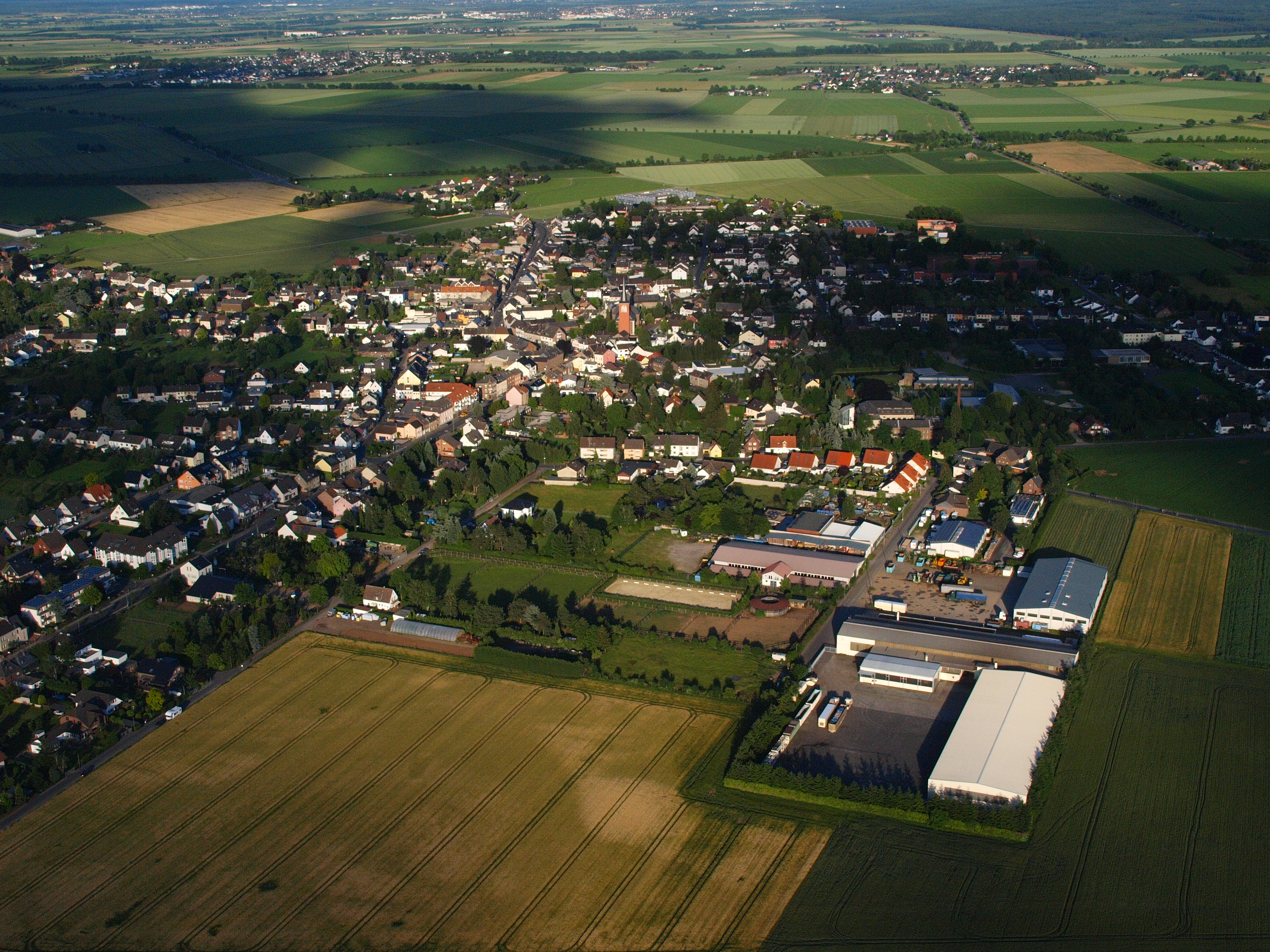
Kuchenheim